# Фаблет
Фа́блет (англ. phablet от phone телефон и tablet планшет) — смартфон, размер которого находится между размером типичного смартфона и планшетного компьютера: c диагональю от 5,7-6,0 (ранее в качестве фаблетов рассматривали модели с диагональю экрана от 5,5 дюймов, ещё ранее — и от 5,0) до 6,9 дюймов и шириной не более 135 мм. 
Отдельные аналитики наряду с фаблетами выделяют класс устройств под названием смартпэды, которые отличаются от фаблетов ещё большим размером диагонали экрана. Так например в статьях, посвящённых обзорам гаджетов, фаблетами называют смартфоны с диагональю от 5 до 6 дюймов, а аналогичные устройства с диагональю от 6 до 7 дюймов принято называть смартпэдами. В ряде других интернет-изданий смартпэдами называют устройства с диагональю экрана от 5 до 6,9 дюйма.

## История
Слово «фаблет» является заимствованием от англ. phablet — результата сложения слов phone телефон и tablet планшет.
В различное время выпускались устройства, которые журнал PC Magazine упомянул как предшественники фаблета:
- 1993 AT&T EO 440[англ.] — прототип «первого настоящего фаблета»[6], представляющий собой планшетный ПК со встроенным сотовым модемом для передачи данных. Можно лишь условно назвать прародителем сегодняшних фаблетов, так как модель не обладала главной отличительной чертой фаблетов — не позволяла совершать голосовой вызов, используя аппарат как телефон, то есть прикладывая его к уху.
- 2007 HTC Advantage[англ.] (экран 5,0 дюймов)
- 2009 Verizon Hub[англ.] (экран 7,0 дюймов)
- 2010 Dell Streak[англ.] (экран 5,0 дюймов)

В 2011 году появилось сразу несколько устройств:
- 2011 Samsung Galaxy Player 5 (экран 5,0 дюймов)
- 2011 Pantech Pocket
- 2011 Samsung Galaxy Note (экран 5,3 дюйма, графический планшет)

26 октября 2011 года южнокорейская компания LG Electronics подала заявку на регистрацию слова phablet в качестве самостоятельной торговой марки. Решение по заявке ожидалось к февралю 2013 года.
Слово «фаблет» стали использовать в сети ещё чаще после публикаций популярного издания Engadget и агентства Рейтер, предсказавшего, что 2013 год станет годом фаблета.
В 2013 году появилось множество моделей фаблетов, и, по оценкам компании Flurry, к осени 2014 года они составили около 10 % среди всех мобильных устройств (телефонов, смартфонов, фаблетов, малых и больших интернет-планшетов), вместо 2 % в 2013 году.

## Примеры устройств
К популярным фаблетам относили среди прочих:
- Samsung: Серии Samsung Galaxy Note, Grand, Mega, A7, J7 и другие (Note II, Note 3, Note 4, Note 5 и другие)
- Lenovo S930
- Alcatel Idol 4S
- Nokia: Nokia Lumia 1520, Nokia Lumia 1320, Nokia Lumia 930
- Sony: Sony Xperia Z Ultra
- Oppo N1[англ.]
- HTC: HTC One Max[англ.], HTC Desire 820, HTC Desire 826(G)
- Huawei: Honor X1, X2, 3X — 9X.
- Apple iPhone 6 Plus, iPhone 6s Plus, iPhone 7 Plus, iPhone 8 Plus, iPhone XS Max, iPhone 11 Pro Max, iPhone 12 Pro Max, iPhone 13 Pro Max, iPhone 14 Pro Max, iPhone 14 Plus, iPhone 15 Plus, iPhone 15 Pro Max, iPhone 16 Plus, iPhone 16 Pro Max
- Nexus 6, Nexus 6P, Pixel XL, Pixel 2 XL
- MegaFon Login +
- Oneplus One
- LG: LG G Flex, LG G Flex 2, LG G3, LG V10, LG G4, LG G Pro, LG G Pro lite dual, LG G Pro 2
- Asus: Asus Padfone, Asus Zenfone 2
- Xiaomi Redmi Note, Redmi Note 2, 3, 4, 5, 7, 8, 9, 10; Redmi 8, 9, 9T, 10C; Redmi S2/Y2; Xiaomi Poco F3; Xiaomi Mi Max, Mi Max 2, Mi Max 3; Xiaomi Mi Note, Mi Note 2, 3.
- Umi Rome X
- Meizu M1 Note, M2 Note, M3 Note, M5 Note, M6 Note
- ZTE AXON 7
- Oppo R9S+, Oppo A5 (2020)

Многие производители смартфонов выпускают фаблеты. Одним из последних стала компания Apple, выпустившая iPhone 6 Plus (5.5'') осенью 2014 года и компания Google, заказавшая у Motorola модель Nexus 6, первый фаблет в линейке Google Nexus.